# Aishwarya Rai
Aishwarya Rai Bachchan (n. Aishwarya Rai, și, uneori, cunoscută doar ca Ash sau Aish, Tulu: ಐಶ್ವರ್ಯಾ ರೈ; n. 1 noiembrie 1973, Mangalore, Karnataka, India) este o actriță și fotomodel indian, fostă Miss World. Înainte de a începe cariera în actorie, ea a lucrat ca model și a câștigat faima după ce a câștigat titlul de Miss World în 1994.
Deseori citată de către mass-media ca cea mai frumoasă femeie din lume, Rai a debutat cinematografic în filmul lui Mani Ratnam ,,Iruvar” (1997) și a avut un succes comercial în filmul Jeans (1998 ). Ea a venit în atenția Bollywood-ului în filmul Hum Dil De Chuke Sanam (1999), în regia lui Sanjay Leela Bhansali. Performanța ei în film a făcut să castige premiu de  cea mai buna actriță la Filmfare Awards.
După o etapă scăzută în cariera ei în perioada 2003-2005, a apărut în blockbusterul Dhoom 2 (2006), care s-a dovedit a fi cel mai mare succes comercial al ei. Mai târziu, a apărut în filme ca Guru (2007) și Jodhaa Akbar (2008), care au fost de succes. Rai și-a stabilit, Prin urmare s-a impus drept una din principalele actrițe contemporane în industria de film indian. Pe parcursul carierei sale, Rai a jucat în peste patruzeci de filme hindi, în limba engleză, tamil și bengali, inclusiv  productii internaționale Bride & Prejudice (2003), Mistress of Spices (2005), The Last Legion (2007) și The Pink Panther 2 ( 2009) în limba engleză.

## Copilăria

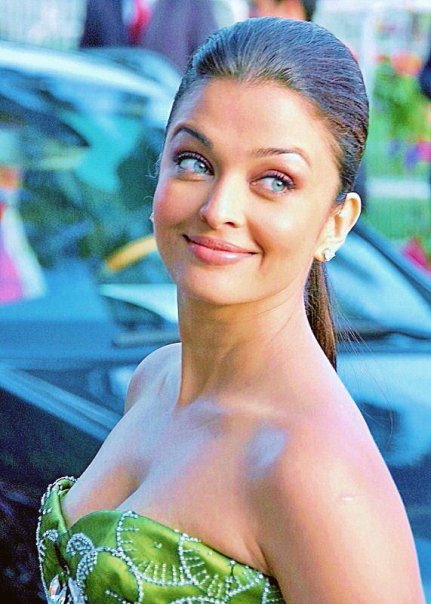
Aishwarya Rai la Festivalul de la Cannes 2008

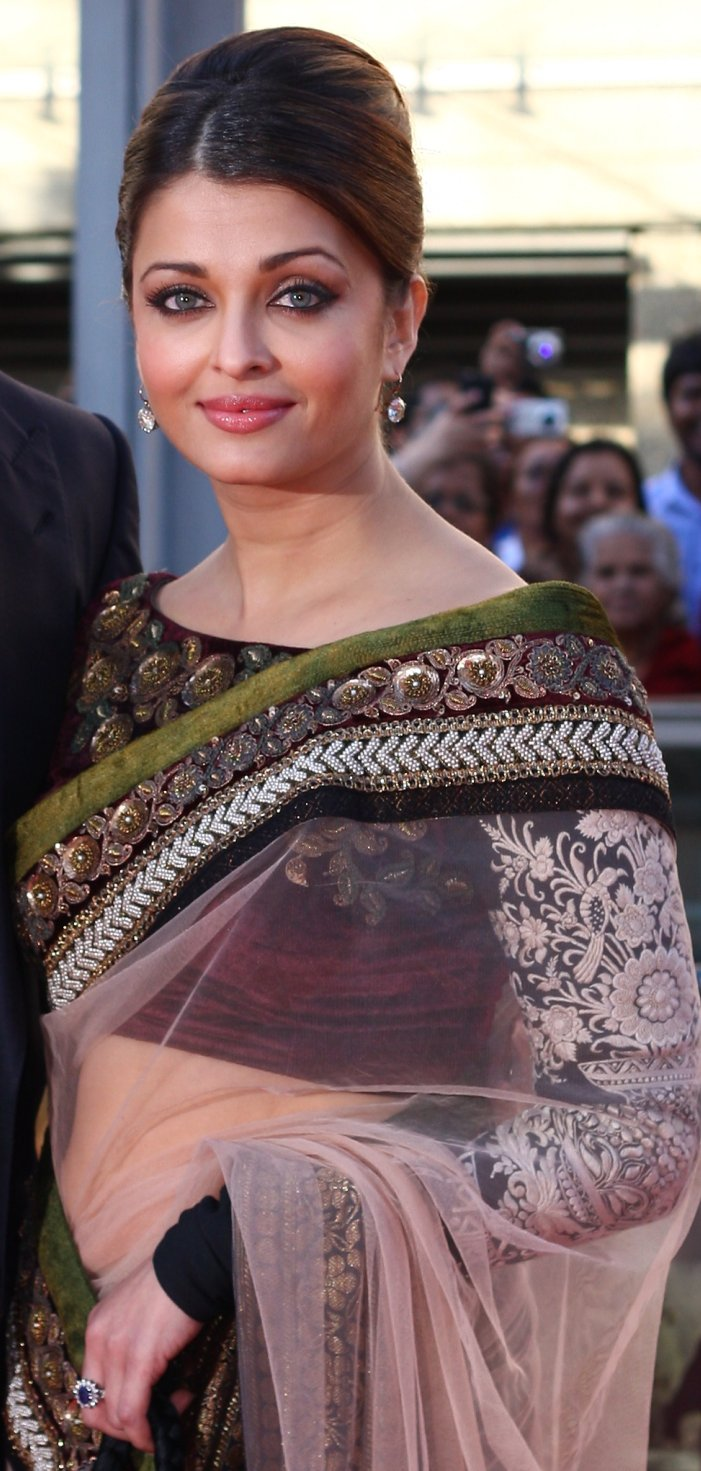
Aishwarya Rai la ceremonia Raavan în 2010

Rai s-a născut în Mangalore. Părinții ei sunt Krishnaraj Rai și Vrinda Rai. Ea are un frate mai mare, Aditya Rai, care este un inginer în marina comercială și are, de asemenea, co-produs unul din filmele lui Rai, Dil Ka Rishta (2003). La o vârstă fragedă, parintii ei s-au mutat la Mumbai, unde a participat la liceul Arya Vidya Mandir în Santa Cruz. Rai apoi a intrat la colegiul Jai Hind din Churchgate timp de un an, iar apoi s-a mutat la Ruparel College din Matunga pentru a termina studiile HSC. Ea a terminat scoala cu bine și a planificat pentru a deveni un arhitect și a urmat studii în domeniul arhitecturii. Ea cunoaste mai multe limbi, inclusiv în limba ei maternă Tulu, precum și hindi, limba engleză și Marathi Tamil. Ea a început să studieze arhitectura, dar a renunțat la educația ei, ca să urmeze o carieră în modelling.

## Miss World
În timp ce desfășoară studiile în domeniul arhitecturii, Rai a început pe partea de modelling. În 1994 la concursul Miss India, a câștigat locul al doilea dupa Sushmita Sen, și a fost încoronata Miss World India. Ea a castigat titlul de Miss World în același an, în cazul în care, de asemenea, ea a câștigat premiul Miss fotogenic. Ea a abandonat învățământul universitar după ce a câștigat concursul și a petrecut la Londra un an ca Miss World.

## Viața personală
În 1999 Aishwarya a început o relatie cu actorul Salman Khan, relația lor a fost de multe ori raportată în mass-media până în 2001 cand cuplul s-a separat. Rai a declarat abuz (verbal, fizic si emotional), infidelitate și mârșăvie, ca motiv pentru care se încheie relația lor, deși Khan a negat acest lucru. Ea a fost mai târziu legată de actorul Vivek Oberoi, dar relația nu a fost niciodată confirmata de ea. 
Rai este căsătorită cu actorul Abhishek Bachchan. După multe speculații în ceea ce privește relația lor, logodna lor a fost anunțată la data de 14 ianuarie 2007. Anunțul a fost confirmat ulterior de către tatăl său Amitabh Bachchan. Cei doi s-au căsătorit pe 20 aprilie 2007, conform ritualurile tradiționale hinduse din India de Sud la comunitatea Bunt, la care ea aparține.Token din India de Nord și ceremonia bengaleză de asemenea, au fost efectuate. Nunta a avut loc într-o ceremonie privată, la reședinta Bachchan Prateeksha în Juhu, Mumbai.

## Mass-media internațională
Rai a fost cea mai populară față a cinematografelor indiene la nivel global. În anul 2004 a fost aleasa de revista Time ca fiind unul din cei mai influente 100 personalitati și a apărut pe coperta revistei Time, Asia Edition în 2003. În octombrie 2004, o statuie de ceară de Rai a fost  expusă la muzeul de ceară Madame Tussauds din Londra. Ea a fost al 6-lea indian și a doua personalitatea a Bollywood-ului după ce socrul ei Amitabh Bachchan a obține această onoare.
Ea a fost obiectul unui profil de 60 de minute la data de 2 ianuarie 2005, care a spus că cel puțin în funcție de mii de site-uri Web, sondaje de internet și chiar și de Julia Roberts, ea a fost declarată cea mai frumoasă femeie din lume. În același an, ea a devenit un ambasador la nivel mondial al brandului Loreal alături de Andie MacDowell, Eva Longoria și Penelope Cruz.

## Filmografie

### Filme
| Titlu                                         | An   | Limbă   | Rol                        | Regizor(i)               | Note                                                      | Ref.          |
| --------------------------------------------- | ---- | ------- | -------------------------- | ------------------------ | --------------------------------------------------------- | ------------- |
| Iruvar                                        | 1997 | Tamil   | Pushpavalli/Kalpana        | Mani Ratnam              |                                                           | [ 8 ]         |
| Aur Pyaar Ho Gaya                             | 1997 | Hindi   | Ashi Kapoor                | Rahul Rawail             |                                                           | [ 9 ]         |
| Jeans                                         | 1998 | Tamil   | Madhumitha/Vaishnavi       | Shankar                  |                                                           | [ 10 ]        |
| Aa Ab Laut Chalen                             | 1999 | Hindi   | Pooja Walia                | Rishi Kapoor             |                                                           | [ 11 ]        |
| Hum Dil De Chuke Sanam                        | 1999 | Hindi   | Nandini                    | Sanjay Leela Bhansali    | Filmfare Award for Best Actress                           | [ 12 ] [ 13 ] |
| Ravoyi Chandamama                             | 1999 | Telugu  | Unknown                    | Jayanth C. Paranjee      |                                                           | [ 14 ]        |
| Taal                                          | 1999 | Hindi   | Mansi                      | Subhash Ghai             | Nominalizare la Filmfare Award for Best Actress           | [ 15 ] [ 16 ] |
| Mela                                          | 2000 | Hindi   | Champakali                 | Dharmesh Darshan         | apeariție specială                                        | [ 17 ]        |
| Kandukondain Kandukondain                     | 2000 | Tamil   | Meenakshi "Meenu" Bala     | Rajiv Menon              | Dubbed into Telugu as Priyuralu Pilichindi                | [ 18 ]        |
| Josh                                          | 2000 | Hindi   | Shirley Dias               | Mansoor Khan             |                                                           | [ 19 ]        |
| Hamara Dil Aapke Paas Hai                     | 2000 | Hindi   | Preeti Virat               | Satish Kaushik           | Nominalizare la Filmfare Award for Best Actress           | [ 20 ] [ 21 ] |
| Dhaai Akshar Prem Ke                          | 2000 | Hindi   | Sahiba Grewal              | Raj Kanwar               |                                                           | [ 22 ]        |
| Mohabbatein                                   | 2000 | Hindi   | Megha Shankar              | Aditya Chopra            | Nominalizare — Filmfare Award for Best Supporting Actress | [ 21 ] [ 23 ] |
| Albela                                        | 2001 | Hindi   | Sonia Heinz                | Deepak Sareen            |                                                           | [ 24 ]        |
| Hum Tumhare Hain Sanam                        | 2002 | Hindi   | Suman                      | K. S. Adhiyaman          | Guest appearance                                          | [ 25 ]        |
| Hum Kisise Kum Nahin                          | 2002 | Hindi   | Komal Rastogi              | David Dhawan             |                                                           | [ 26 ]        |
| 23 March 1931: Shaheed                        | 2002 | Hindi   | Unknown                    | Guddu Dhanoa             | Special appearance                                        | [ 27 ]        |
| Devdas                                        | 2002 | Hindi   | Parvati "Paro" Chakraborty | Sanjay Leela Bhansali    | Filmfare Award for Best Actress                           | [ 28 ] [ 29 ] |
| Shakti: The Power                             | 2002 | Hindi   | Ea însăși                  | Pasupuleti Krishna Vamsi | Special appearance in song "Ishq Kamina"                  | [ 30 ]        |
| Chokher Bali                                  | 2003 | Bengali | Binodini                   | Rituparno Ghosh          |                                                           | [ 31 ]        |
| Dil Ka Rishta                                 | 2003 | Hindi   | Tia Sharma                 | Naresh Malhotra          |                                                           | [ 32 ]        |
| Kuch Naa Kaho                                 | 2003 | Hindi   | Namrata Shrivastav         | Rohan Sippy              |                                                           | [ 33 ]        |
| Khakee                                        | 2004 | Hindi   | Mahalakshmi                | Rajkumar Santoshi        |                                                           | [ 34 ]        |
| Kyun...! Ho Gaya Na                           | 2004 | Hindi   | Diya Malhotra              | Samir Karnik             |                                                           | [ 35 ]        |
| Bride & Prejudice                             | 2004 | Engleză | Lalita Bakshi              | Gurinder Chadha          |                                                           | [ 36 ]        |
| Raincoat                                      | 2004 | Hindi   | Neerja                     | Rituparno Ghosh          | Nominalizare la Filmfare Award for Best Actress           | [ 37 ] [ 38 ] |
| Shabd                                         | 2005 | Hindi   | Antara Vashist/Tammana     | Leena Yadav              |                                                           | [ 39 ]        |
| The Mistress of Spices (Stăpâna mirodeniilor) | 2005 | Engleză | Tilo                       | Paul Mayeda Berges       |                                                           | [ 40 ]        |
| Bunty Aur Babli                               | 2005 | Hindi   | Unknown                    | Shaad Ali                |                                                           | [ 41 ]        |
| Umrao Jaan                                    | 2006 | Hindi   | Umrao Jaan                 | J.P. Dutta               |                                                           | [ 42 ]        |
| Dhoom 2                                       | 2006 | Hindi   | Sunehri                    | Sanjay Gadhvi            | Nominalizare la Filmfare Award for Best Actress           | [ 43 ] [ 44 ] |
| Guru                                          | 2007 | Hindi   | Sujata Desai               | Mani Ratnam              | Nominalizare la Filmfare Award for Best Actress           | [ 44 ] [ 45 ] |
| Provoked                                      | 2007 | Engleză | Kiranjit Ahluwalia         | Jag Mundhra              |                                                           | [ 46 ]        |
| The Last Legion                               | 2007 | Engleză | Mira                       | Doug Lefler              |                                                           | [ 47 ]        |
| Jodhaa Akbar                                  | 2008 | Hindi   | Jodhaa Bai                 | Ashutosh Gowariker       | Nominalizare la Filmfare Award for Best Actress           | [ 48 ] [ 49 ] |
| Sarkar Raj                                    | 2008 | Hindi   | Anita Rajan                | Ram Gopal Varma          |                                                           | [ 50 ]        |
| The Pink Panther 2                            | 2009 | Engleză | Sonia Solandres            | Harald Zwart             |                                                           | [ 51 ]        |
| Raavan                                        | 2010 | Hindi   | Ragini Sharma              | Mani Ratnam              |                                                           | [ 52 ]        |
| Raavanan                                      | 2010 | Tamil   | Ragini Subramaniam         | Mani Ratnam              |                                                           | [ 53 ]        |
| Enthiran                                      | 2010 | Tamil   | Sana                       | Shankar                  |                                                           | [ 54 ]        |
| Action Replayy                                | 2010 | Hindi   | Mala                       | Vipul Amrutlal Shah      |                                                           | [ 55 ]        |
| Guzaarish                                     | 2010 | Hindi   | Sofia D'Souza              | Sanjay Leela Bhansali    | Nominalizată la Filmfare Award for Best Actress           | [ 56 ] [ 57 ] |
| Jazbaa †                                      | 2015 | Hindi   | Anuradha Verma             | Sanjay Gupta             | Filmare                                                   | [ 58 ]        |

### Documentare
| Titlu                                        | An   | Limbă          | Rol       | Regizor(i)                             | Note                                    | Ref.   |
| -------------------------------------------- | ---- | -------------- | --------- | -------------------------------------- | --------------------------------------- | ------ |
| Bollywood im Alpenrausch                     | 2000 | Engleză German | Ea însăși | Christian Frei                         | Swiss film Uncredited; cameo appearance | [ 59 ] |
| Bollywood: The Greatest Love Story Ever Told | 2011 | Engleză Hindi  | Ea însăși | Rakeysh Omprakash Mehra Jeff Zimbalist |                                         | [ 60 ] |